# Bodrišna vas
Bodrišna vas je naselje u slovenskoj Općini Šmarje pri Jelšahu. Bodrišna vas se nalazi u pokrajini Štajerskoj i statističkoj regiji Savinjskoj. 

## Stanovništvo
Prema popisu stanovništva iz 2002. godine naselje je imalo 119 stanovnika.